# Вольфершвенда
Вольфершвенда (нім. Wolferschwenda) — громада в Німеччині, розташована в землі Тюрингія. Входить до складу району Киффгойзер.
Площа — 4,25 км2. Населення становить Невірний параметр metadata 16 065 082 ос. (станом на 31 грудня 2021).